# Polyblastus wahlbergi
Polyblastus wahlbergi är en stekelart som beskrevs av Holmgren 1857. Polyblastus wahlbergi ingår i släktet Polyblastus och familjen brokparasitsteklar. Arten är reproducerande i Sverige. Utöver nominatformen finns också underarten P. w. rubescens.